# サッカーTV プレミアム
『サッカーTV プレミアム』（サッカーティーヴィー プレミアム）は、2010年10月7日から2011年6月30日までBSジャパンで毎週木曜日23:00 - 23:54（JST）に放送されていたサッカー番組。Jリーグシーズンオフは放送休止。全30回。

## 概要
Jリーグ（J1・J2）の前週末に開催された全試合を映像や解説を交えて詳しく伝え、特にサッカー愛好家にわかりやすい戦術面や選手のパフォーマンスにも重点を置いた技術解説を送る。

## 出演
MC
- 水原恵理（テレビ東京アナウンサー）

解説
- 宮沢ミシェル、小野剛、野口幸司、安永聡太郎、秋田豊、野々村芳和

実況アナ
- 斉藤一也、小島秀公、中川聡、板垣龍佑（テレビ東京アナウンサー）

解説者は毎回交代で1名が司会者席で解説し、残りの解説者とアナウンサーはナレーションのみでの登場である。
コーナー出演
- 足立梨花

## コーナー
俺たちのJ2
J2前節の全試合結果をダイジェストで紹介。
in my life
毎回1人のJリーグ選手をピックアップ。プライベートを写真に収めて本人に紹介してもらうインタビュー企画（VTR）。
足立梨花のスタジアムへ行こう!
「2010Jリーグ特命PR部女子マネージャー」の足立梨花がスタジアムをリポートする。
産地直送! Jクラブ広報ビデオ
Jリーグ選手がVTR出演。所属クラブの広報活動をする。
J's News
国内サッカーに関するニュースを紹介。

## 放送休止
- 2010年12月30日〜2011年2月10日 - Jリーグシーズンオフのため（12月30日は年末休止）。
- 2011年3月17日〜3月31日 - 東日本大震災の影響によるJリーグ公式戦中止のため。

## スタッフ
- ナレーター：ボンバー森尾
- カメラ：春日哲
- VE:吉原利洋
- 編集：上田祐介、土屋英明、嶋村勇介
- 編集アシスタント：山口義樹、菊地優
- CG：江連孝博、下坂恵世
- MA:木澤浩一
- 音楽：安原裕人
- 編成：長田雄太
- 番宣：師信介
- デスク：山内若子
- ディレクター：井上貴司、小川満二、清原由香里、田村潤、田中貴士、森口達矢
- チーフディレクター：水野拓
- プロデューサー：嶋﨑健一郎、鈴木秀和、前田章門、桐谷博
- 制作協力：Jリーグメディアプロモーション、Protx、オフィスて・ら
- 製作：BSジャパン、テレビ東京

## 関連番組
- 三菱ダイヤモンドサッカー
- サッカーTVワイド